# Hayle İbrahimov
Pour les articles homonymes, voir Ibrahimov.
Hayle İbrahimov (né Haile Desta Hagos, le 18 janvier 1990 à Mekele en Éthiopie) est un athlète azerbaïdjanais, spécialiste du fond.

## Biographie
Il est double champion d'Europe junior à Novi Sad, en 2009, notamment en atteignant 30 min 6 s 64 sur 10 000 m.
Il remporte la médaille de bronze du 5 000 m des Championnats d'Europe d'athlétisme de 2010 à Barcelone en 13 min 34 s 15, la première de son pays lors de Championnats d'Europe d'athlétisme.

## Palmarès
| Date | Compétition                       | Lieu      | Résultat | Épreuve  |
| ---- | --------------------------------- | --------- | -------- | -------- |
| 2009 | Championnats d'Europe juniors     | Novi Sad  | 1er      | 5 000 m  |
| 2009 | Championnats d'Europe juniors     | Novi Sad  | 1er      | 10 000 m |
| 2010 | Championnat d'Europe              | Barcelone | 3e       | 5 000 m  |
| 2011 | Championnats d'Europe en salle    | Paris     | 2e       | 3 000 m  |
| 2012 | Championnat d'Europe              | Helsinki  | 6e       | 5 000 m  |
| 2012 | Jeux olympiques                   | Londres   | 9e       | 5 000 m  |
| 2013 | Championnats d'Europe en salle    | Göteborg  | 1er      | 3 000 m  |
| 2013 | Universiade                       | Kazan     | 1er      | 5 000 m  |
| 2014 | Championnats du monde en salle    | Sopot     | 6e       | 3 000 m  |
| 2014 | Championnats d'Europe par équipes | Tbilissi  | 2e       | 3 000 m  |
| 2014 | Championnats d'Europe par équipes | Tbilissi  | 1er      | 5 000 m  |
| 2014 | Championnats d'Europe             | Zurich    | 2e       | 5 000 m  |
| 2014 | Coupe continentale                | Marrakech | 2e       | 3 000 m  |
| 2015 | Jeux européens                    | Bakou     | 1er      | 1 500 m  |
| 2015 | Jeux européens                    | Bakou     | 1er      | 5 000 m  |
| 2015 | Universiade                       | Gwangju   | 1er      | 5 000 m  |
| 2016 | Championnats d'Europe             | Amsterdam | 6e       | 5 000 m  |
| 2017 | Championnats d'Europe en salle    | Belgrade  | 4e       | 3 000 m  |

## Records
| Épreuve   | Épreuve      | Performance    | Lieu      | Date            |
| --------- | ------------ | -------------- | --------- | --------------- |
| Plein air | 5 000 m      | 13 min 09 s 17 | Zurich    | 28 août 2014    |
| Plein air | 10 000 m     | 30 min 06 s 64 | Novi Sad  | 23 juillet 2009 |
| Salle     | 3 000 mètres | 7 min 39 s 59  | Stockholm | 21 février 2013 |